# Botschaft Kameruns in Berlin

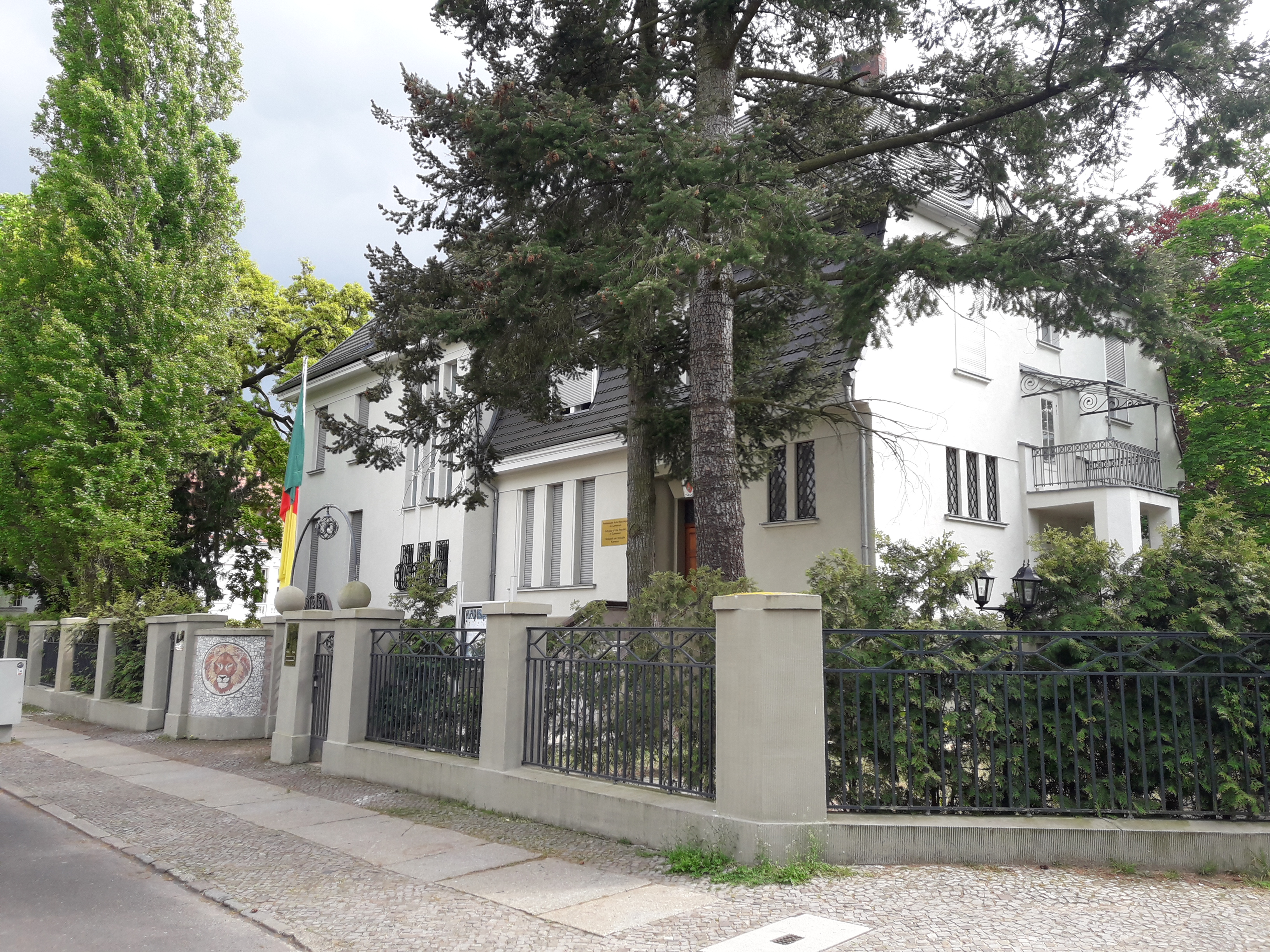
Botschaftsgebäude Ulmenallee 32

Die Botschaft Kameruns in Berlin ist die diplomatische Vertretung der Republik Kamerun in Deutschland. Sie hat ihren Sitz in der Ulmenallee 32 im Ortsteil Westend des Bezirks Charlottenburg-Wilmersdorf.
Botschafter ist seit dem 6. Mai 2021 Victor Ndocki.
Kamerun unterhält Honorarkonsulate in Essen und Hamburg.

## Geschichte der diplomatischen Beziehungen
Die ehemalige französische Kolonie Kamerun wurde am 1. Januar 1960 unabhängig. Am gleichen Tag nahmen der neue Staat und die Bundesrepublik Deutschland diplomatische Beziehungen auf. Die Botschaft Kameruns hatte ihren Sitz in der Rheinallee 76 in Bonn-Bad Godesberg. Wegen des Umzugs von Bundestag und Regierung nach Berlin verlegte auch sie ihren Sitz in die neue deutsche Hauptstadt. Sie befindet sich in der Ulmenallee 32 im Ortsteil Westend.
Seit dem 20. Juli 1973 bestanden diplomatische Beziehungen zwischen Kamerun und der DDR. Kamerun entsandte jedoch bis zur deutschen Wiedervereinigung im Jahr 1990 keinen Botschafter nach Ost-Berlin.

## Botschafter
- 2009, 9. Januar: Jean-Marc Mpay[6]
- 2021, 6. Mai: Victor Ndocki[7]

## Gebäude
Das Botschaftsgebäude wurde 1911/12 nach Plänen des Architekten Paul Renner für den Buchhändler Eduard Urban errichtet. 1924–26 wurde das Haus durch Ludwig Mies van der Rohe umgebaut. Ein weiterer Umbau erfolgte 1976 für den psychiatrischen Fachbereich der Freien Universität Berlin, der das Haus bis 2007 nutzte. Seit 2010 befindet sich die Botschaft Kameruns in dem Gebäude. Das Wohnhaus und die Garage stehen unter Denkmalschutz.